# Ecomuseu d'Ares dels Oms
L'Ecomuseu d'Ares dels Oms és un museu conceptualitzat com un espai global dedicat a conservar i donar a conèixer la vida tradicional a l'Alt Túria i Ares dels Oms, de manera que aconsegueix dos objectius simultàniament, per una banda posa en valor el patrimoni cultural, històric i natural de la localitat i per altra salvaguarda la memòria de formes de vida de temps passats que han definit la realitat actual del municipi.

## Història
L'Ecomuseu va obrir les portes l'any 2003, concebut com a lloc de trobada i reflexió respecte al que s'ha d'entendre per gestió del territori, la qual abastaria des del passat al futur, sent un projecte de caràcter comunitari que involucri tota la població del municipi, treballant amb un esperit obert a la col·laboració i participació de tots. Tracta per això de recuperar la memòria local, dissenyant un futur pròsper i respectuós amb el territori, sense oblidar cap aspecte a la vida tradicional de la zona.
El museu va sorgir de la iniciativa local d'aconseguir dur a terme un projecte museogràfic per adequar la Casa del Cortijo com a seu d'un museu arqueològic, ja que aquesta casa tenia com a part integrant una torre àrab. A més, per completar el projecte l'Ajuntament d'Aras de los Olmos va comprar el forn medieval comunal de la vila i va promocionar i desenvolupar una ruta cultural i turística pel nucli urbà de la localitat.
Forma part de la Xarxa de Museus Etnològics Locals de la Diputació de València, coordinada pel Museu Valencià d'Etnologia, L'ETNO.

## Descripció
L'Ecomuseu no està constituït com un conjunt d'estades dins d'un edifici, que allotgen els fons del museu en si, sinó que està concebut com una unitat amb el poble, el qual és considerat un museu en si mateix.
Així, quan s'inicia la visita guiada de l'Ecomuseu, es convida els visitants a conèixer la història del municipi i la seva gent mitjançant un recorregut pel patrimoni històric, compost entre altres edificis per:
- la Torre del Cortijo, edifici catalogat com a BIC per part de la Generalitat Valenciana.[10][11]
- l'Almàssera de la Cera, a la sala d'exposicions de la qual es mostra la importància de l'apicultura i la cereria en el marc de l'economia com una de les activitats més representatives a la vida tradicional de la comarca.[12] Presenta una segona part que recrea l'entorn de l'obrador i mostra el procés d'elaboració de pans de cera.[2][10][13]
- l'Ermita del Sant Crist,
- l'Església de La nostra Senyora dels Àngels,
- la casa del Balcó d'Esquina,
- els Horts Tapiats,
- el Forn Medieval, situat al carrer Jueguecillo, de l'any 1351.[2]
- la Casa de la Parra i
- el Safareig de la Font Gran.
- Al seu torn, a l'interior dels diversos edificis es pot descobrir el testimoni de les diferents cultures que han deixat la seva empremta a Aras i Losilla, des d'ibers (jaciment de la Muela)[13] i visigots, fins a romans i àrabs,1 a través dels propis edificis, estructures agràries, diferents objectes, música, relats, costums i creences.[2]

Malgrat aquest innovador concepte museístic, l'Ecomuseu en té una que se situa al vestíbul de la Casa del Mas del segle XI, que al seu torn s'utilitza com a oficina d'informació turística.
A la col·lecció arqueològica “Francisco Moreno Mesas” la podem trobar a la primera planta de l'edifici de l'Ecomuseu, i en aquesta planta s'exposen vestigis de civilització des del Neolític fins a la Guerra Civil, trobats a la zona d'Aras de los Olmos i voltants.
A més de l'exposició permanent i el recorregut pel poble, l'Ecomuseu d'Ares dels Oms acull exposicions temporals, entre les quals cal destacar les dedicades a:
- Canvi Climàtic (2022), produïda pel Museu de les Ciències de la Ciutat de les Arts i les Ciències de València.[14]
- Una física molt particular, produïda pel Museu de les Ciències de la Ciutat de les Arts i les Ciències de València.
- Explica'm Abuel@
- Maternitats
- Pobles abandonats, pobles a la memòria (2009)
- Ruta dels Íbers de València (2015)
- No em toquis el WhatsApp (2018)
- Pilota Valenciana (2019)

Cal destacar també el Jardí Etnobotànic, situat a l'antic cementiri de la localitat. Es tracta d'un espai didàctic i d'entreteniment que fa conèixer la flora autòctona de la zona i els seus usos, que a més compta amb un Oasi de Papallones.